# Hogar 10
Hogar 10 era um canal de televisão da TDT espanhola e substituiu a Telehit, iniciando as suas emissões no dia 31 de Julho de 2007 às 20:30h com o primeiro programa de Hoy Cocinas Tú, apresentado por Eva Arguiñano. Este canal pertencia à laSexta e emitia por TDT através do multiplex 69 (juntamente com a Antena 3, Antena.Neox e Antena.Nova).
No dia 14 de Agosto de 2009, Hogar 10 cedeu o seu espaço na TDT ao canal Gol Televisión da Mediapro, accionista da laSexta, para emitir em pago na TDT.

## Programação
A programação estava composta por programas de bricolagem, cozinha, telenovelas, programas de saúde, concursos, espaços de humor, reposições da laSexta, etc. O canal apostou também por telenovelas como Esmeralda e "Así son ellas", produções do sócio da laSexta, a Televisa.
O canal incluiu uma programação diversa e com o objectivo de chegar a todos os públicos. Através de programas como Sabor de Hogar, abordam os temas de cada dia relacionados com ócio, a gastronomia, decoração, saúde, família ou internet. Uma das apostas fortes da Hogar 10 era o seu programa de cozinha, dirigido por Eva Arguiñano e onde cozinha menus diferentes através do programa Hoy Cocinas Tú. O programa No Sabe / No Contesta, apresentado por Miki Nadal, também foi bem aceite pelo público.
Este canal transmitiu o jogo da liga BBVA: Recreativo de Huelva-Sevilla, sendo o primeiro jogo de futebol que se emitiu exclusivamente na TDT. O canal transmitiu esse jogo devido à chamada "Guerra do Futebol".